# Алексієвка (Прокоп'євський округ)
Алексі́євка (рос. Алексеевка) — присілок у складі Прокоп'євського округу Кемеровської області, Росія.

## Населення
Населення — 58 осіб (2010; 83 у 2002).
Національний склад (станом на 2002 рік):
- чуваші — 57 %
- росіяни — 42 %